# エペルネー
エペルネー （Épernay）は、フランスの町（コミューン）。エペルネー郡の郡庁所在地。

## 歴史
エペルネー（古名:スパルナクム、Sparnacum）は、5世紀から10世紀までランス大司教に従属し、その後シャンパーニュ伯領となった。百年戦争では壊滅的な被害を受け、1544年にはフランス王フランソワ1世によって焦土にされた。1592年にはナバラ王エンリケ（のちのフランス王アンリ4世）が住居をかまえた。元帥アルマン・ド・ゴントーは、エペルネー攻囲戦の最中の1592年、エペルネー降伏前に砲撃を受け戦死した。1642年、エペルネーはシャトー＝ティエリと合わせて公国となり、ブイヨン公フレデリック・モーリス・ド・ラ・トゥール・ドーヴェルニュ（フランス大元帥テュレンヌの実兄）に割り当てられた。
歴史上の人口の推移:
- 1906年: 20,291人
- 1999年: 25,844人

## 地理
エペルネーは、ストラスブール行きの東部鉄道の本線でパリから88マイルの場所にある。町はマルヌ川左岸にあり、小さなクブリー谷の端にある。

## 町の外観
町の中央部と歴史地区には、通りが狭く不規則にある。町を囲む郊外は現代的で広々としており、例えば東部のラ・フォリーは裕福なワイン商が所有する多くの美しい別荘が並ぶ。町はマルヌ川右岸にも広がっている。
町の教会の一つには、16世紀からあるステンドグラス窓と入り口が保存されている。しかし、その他の公共の建物は現代的な建築物である。

## 経済
エペルネーは、シャンパンの一つentrepôtの産地として知られている。モエ・エ・シャンドン本社がある。
醸造業と砂糖の精製、また帽子製造も主要産業である

## 観光
エペルネーは、シャンパンの買い付けや製造過程の見学などのため世界中から訪問客がやってくる。エペルネーで最も有名な通りは、シャンパン製造業者が並ぶアヴェニュー・ド・シャンパーニュである。

## その他
『エペルネー』というカクテル・シャンパン・バーのチェーンがイギリスで展開している。

### 姉妹都市
- エットリンゲン, ドイツ
- クリヴドン, イギリス
- ファダ・ングルマ, ブルキナファソ
- ミッデルケルケ, ベルギー
- モンテスペルトリ、イタリア

### 著名な出身者
- アンリ＝ギュスターヴ・ジョリ・ド・ロトビニエール（en）　-　第4代ケベック州首相

## 参照
- この記事にはアメリカ合衆国内で著作権が消滅した次の百科事典本文を含む: Chisholm, Hugh, ed. (1911). "Épernay". Encyclopædia Britannica (英語). Vol. 9 (11th ed.). Cambridge University Press. p. 669.